# La capilla de la aldea
La capilla de la aldea es un cuadro de la pintora española Marcelina Poncela Ontoria de 1886. Con esta obra obtuvo un premio de Primera Clase en el concurso de la Real Academia de Bellas Artes de la Purísima Concepción en Valladolid, celebrado en el año 1888. Existe un dibujo preparatorio del natural.

## Descripción de la obra
Marcelina Poncela plasma una escena de la vida cotidiana de una aldea, un paisaje del natural de su etapa asturiana, vinculada a  la Colonia artística de Muros. La capilla está situada en un monte y en el centro de la composición, hacia donde convergen  en diagonal en su parte posterior, los  distintos elementos que la componen. Domina la línea y la pequeña pincelada, creando la profundidad  y el volumen mediante la luz y el color. En la paleta de colores dominan los azules, verdes, rojos, ocres, anaranjados, plateados y los violáceos del celaje. Representa a los personajes empequeñecidos y con trazos sencillos.

## Contexto de la obra
Poncela forma parte de la Colonia de Muros de Nalón (Asturias). En este lugar, en la finca del padre del pintor asturiano Tomás García Sampedro, durante los años 1884 y 1890, se reunieron una serie de pintores encabezados por Casto Plasencia que constituyeron un grupo conocido como la Colonia artística de  Muros o escuela pictórica de la Plumariega, disuelta tras la repentina muerte en 1890 de Casto Plasencia. Los miembros de esta colonia querían seguir el ejemplo de la escuela francesa de Barbizón. Realizaban estudios pictóricos, apuntes del natural,  al aire libre mezclando el paisaje con la pintura de costumbres, representando a los personajes a la manera tradicional mediante trazos sencillos y utilizando en el color tonos plateados.
La creadora de la obra estudió Magisterio  y a la vez dibujo y pintura en la Escuela de la Academia de Bellas Artes  de la Purísima Concepción  de Valladolid. A partir de 1882 continua sus estudios  en Madrid en la Escuela Superior de Pintura, Escultura y Grabado, siendo una de las primeras mujeres que se matricula en esta escuela, y en el  Círculo de Bellas Artes. Tres años después la Diputación Provincial  y el Ayuntamiento de Valladolid, en 1889, le conceden una pensión para continuar sus estudios artísticos en  Madrid. Fue profesora de la Escuela Central de Maestras, madre de Enrique Jardiel Poncela, uno de los escritores más importantes del siglo XX, y abuela del reconocido pintor Javier Paredes Jardiel (1928-2000).